# Aedemon
Aedemon (en grec ancien : Aìδηµων, signifiant « discret » ou « réservé », latin : Verecundus) est un berbère affranchi de la Maurétanie du Ier siècle. Il était un esclave domestique très loyal envers Ptolémée, qui était le fils du roi Juba II et de la princesse ptolémaïque Cléopâtre VIII.
Ptolémée a été assassiné dans des circonstances inconnues lors d'une visite à Rome sur ordre de son cousin, l'empereur romain Caligula à la fin de l'an 40. En loyauté et en mémoire de son ancien maître, Aedemon a voulu venger Ptolémée et a commencé la révolte dans le royaume de Maurétanie contre Rome. Cependant, peu de gens du royaume se sont joints à la révolte. Une inscription de Volubilis, une grande ville du royaume, montre qu'au moins une partie importante de la population de la ville s'est battue contre Aedemon. Le vide du pouvoir a créé une opportunité pour les peuples indigènes d'assumer leur indépendance. En conséquence, l'annexion romaine impliquait la réassurance de l'allégeance en combattant les chefs tribaux comme Sabalus. D'ici là, Caligula avait été assassiné le 24 janvier 41 et son oncle paternel Claude était devenu le nouvel empereur.
On ne sait pas si Marcus Licinius Crassus Frugi avait déjà été envoyé en Maurétanie, mais Pline raconte que les généraux romains Caius Suetonius Paulinus et Cnaeus Hosidius Geta ont été nommés par l'empereur Claude en 42 pour combler le vide du pouvoir, rétablir le pouvoir central et subjuguer les tribus nomades rebelles. Paulinus est devenu le premier Romain à traverser les montagnes de l'Atlas, pendant la campagne. Tingis, l'actuelle Tanger, fut partiellement détruite lors des batailles contre les Romains. La révolte a pris fin en 44, après une bataille décisive dans laquelle les Romains infligèrent de grandes pertes aux Berbères et ont offert des termes de paix aux survivants, Sabalus et ses troupes se rendant par la suite à Geta. Le sort d'Aedemon est inconnu. Claude a décidé de diviser le royaume en deux provinces romaines, la Maurétanie tingitane et la Maurétanie césarienne, tandis que Tingis a été reconstruite plus tard.